# Clasville
Clasville – miejscowość i gmina we Francji, w regionie Normandia, w departamencie Sekwana Nadmorska.
Według danych na rok 1990 gminę zamieszkiwało 215 osób, a gęstość zaludnienia wynosiła 68 osób/km² (wśród 1421 gmin Górnej Normandii Clasville plasuje się na 687. miejscu pod względem liczby ludności, natomiast pod względem powierzchni na miejscu 830.).